# (1192) Prisma
(1192) Prisma es un asteroide perteneciente al cinturón de asteroides descubierto por Friedrich Karl Arnold Schwassmann desde el observatorio de Hamburgo-Bergedorf, Alemania, el 17 de marzo de 1931.

## Designación y nombre
Prisma se designó al principio como 1931 FE.
Más adelante, fue nombrado así por el Bergedorf Spectral Catalogue.

## Características orbitales
Prisma orbita a una distancia media de 2,366 ua del Sol, pudiendo acercarse hasta 1,754 ua. Tiene una inclinación orbital de 23,9° y una excentricidad de 0,2583. Emplea 1329 días en completar una órbita alrededor del Sol.